# Convocazioni al campionato europeo maschile di pallavolo 2015
Elenco dei giocatori convocati per il campionato europeo 2015.

## Belgio
| N° | Nome                | Ruolo | Data di nascita  | Nazionalità sportiva |
| -- | ------------------- | ----- | ---------------- | -------------------- |
| -  | Dominique Baeyens   | All   | 21 febbraio 1956 | -                    |
| 1  | Bram Van den Dries  | S/O   | 14 agosto 1989   | Maliye Milli Piyango |
| 3  | Sam Deroo           | S     | 24 aprile 1992   | BluVolley Verona     |
| 4  | Pieter Coolman      | C     | 24 aprile 1989   | Roeselare            |
| 6  | Stijn Dejonckheere  | L     | 21 gennaio 1988  | Roeselare            |
| 8  | Kévin Klinkenberg   | S     | 4 ottobre 1990   | Tours                |
| 9  | Pieter Verhees      | C     | 8 dicembre 1989  | Modena               |
| 10 | Simon Van de Voorde | C     | 19 dicembre 1989 | Top Volley Latina    |
| 12 | Gert van Walle      | S     | 7 agosto 1987    | Beauvais             |
| 13 | Dennis Deroey       | L     | 14 agosto 1987   | Topvolley Antwerpen  |
| 15 | Stijn D'Hulst       | P     | 24 aprile 1991   | Roeselare            |
| 16 | Matthias Valkiers   | P     | 8 aprile 1990    | Palandöken           |
| 17 | Tomas Rousseaux     | S/O   | 31 marzo 1994    | Roeselare            |
| 18 | Seppe Baetens       | S     | 13 febbraio 1989 | Asse-Lennik          |
| 19 | Martijn Colson      | C     | 8 aprile 1994    | Topvolley Antwerpen  |

## Bielorussia
| N° | Nome                   | Ruolo | Data di nascita   | Nazionalità sportiva |
| -- | ---------------------- | ----- | ----------------- | -------------------- |
| -  | Victor Sidelnikov      | All   | 15 gennaio 1963   | -                    |
| 1  | Andrei Radziuk         | S     | 29 marzo 1990     | -                    |
| 2  | Pavel Avdočenko        | S/O   | 13 giugno 1990    | -                    |
| 3  | Viachaslau Charapovich | S/O   | 8 febbraio 1992   | -                    |
| 5  | Siarhei Busel          | C     | 30 maggio 1989    | -                    |
| 6  | Yury Martynau          | S     | 6 maggio 1991     | -                    |
| 10 | Aliaksei Kurash        | P     | 1º giugno 1988    | -                    |
| 11 | Stanislau Zabarouski   | L     | 4 gennaio 1988    | -                    |
| 14 | Dzmitry Vash           | P     | 23 aprile 1988    | -                    |
| 15 | Vadzim Pranko          | C     | 14 settembre 1991 | Budaŭnik Minsk       |
| 17 | Maksim Marozau         | C     | 29 maggio 1989    | Budaŭnik Minsk       |
| 18 | Maksim Budziukhin      | L     | 13 dicembre 1992  | -                    |
| 19 | Radzivon Miskevič      | S/O   | 22 aprile 1995    | Budaŭnik Minsk       |

## Bulgaria
| N° | Nome                | Ruolo | Data di nascita   | Nazionalità sportiva |
| -- | ------------------- | ----- | ----------------- | -------------------- |
| -  | Plamen Konstantinov | All   | 14 giugno 1973    | Gubernija            |
| 1  | Georgi Bratoev      | P     | 21 ottobre 1987   | Slavia Sofia         |
| 2  | Stanislav Petkov    | S     | 31 dicembre 1987  | Tomis Costanza       |
| 3  | Andrej Žekov        | P     | 12 marzo 1980     | Tomis Costanza       |
| 7  | Miroslav Gradinarov | S     | 10 febbraio 1985  | Spacer's Toulouse    |
| 10 | Nikolaj Učikov      | S/O   | 13 aprile 1986    | Tjumen               |
| 11 | Vladimir Nikolov    | S/O   | 3 ottobre 1977    | ASUL Lyon            |
| 12 | Viktor Josifov      | C     | 16 maggio 1985    | Gubernija            |
| 13 | Teodor Salparov     | L     | 16 agosto 1982    | Zenit-Kazan          |
| 14 | Teodor Todorov      | C     | 1º settembre 1989 | Gazprom-Jugra        |
| 15 | Todor Aleksiev      | S     | 21 aprile 1983    | Gazprom-Jugra        |
| 16 | Vladislav Ivanov    | L     | 14 marzo 1987     | ASUL Lyon            |
| 17 | Nikolaj Penčev      | S     | 22 maggio 1992    | Asseco Resovia       |
| 18 | Nikolaj Nikolov     | C     | 29 luglio 1986    | Urmia                |
| 20 | Lubomir Agontsev    | P     | 26 luglio 1987    | Montana              |

## Croazia
| N° | Nome               | Ruolo | Data di nascita   | Nazionalità sportiva     |
| -- | ------------------ | ----- | ----------------- | ------------------------ |
| -  | Igor Šimunčić      | All   | 12 dicembre 1973  | -                        |
| 1  | Tsimafei Zhukouski | P     | 18 dicembre 1989  | -                        |
| 2  | Dejan Skočić       | C     | 9 maggio 1983     | Mitteldeutschland        |
| 3  | Danijel Galić      | S     | 14 aprile 1987    | Teruel                   |
| 4  | Mate Glaurdić      | L     | 12 ottobre 1992   | -                        |
| 5  | Igor Omrčen        | O     | 26 settembre 1980 | Toyoda Trefuerza         |
| 6  | Ivan Raič          | O     | 3 giugno 1989     | Arago de Sète            |
| 7  | Šime Vulin         | C     | 4 agosto 1983     | Pamvochaïkos             |
| 8  | Sven Šarčević      | L     | 6 dicembre 1990   | -                        |
| 10 | Filip Šestan       | S     | 6 giugno 1995     | -                        |
| 11 | Toni Kovačević     | S     | 15 gennaio 1983   | Al-Nasr                  |
| 12 | Fran Peterlin      | S     | 15 agosto 1993    | -                        |
| 13 | Hrvoje Zelenika    | C     | 2 febbraio 1992   | -                        |
| 14 | Inoslav Krnić      | P     | 14 gennaio 1979   | Chemes Humenné           |
| 17 | Ivan Mihalj        | C     | 23 novembre 1990  | Ethnikos Alexandroupolīs |

## Estonia
| N° | Nome           | Ruolo | Data di nascita   | Nazionalità sportiva |
| -- | -------------- | ----- | ----------------- | -------------------- |
| -  | Gheorghe Crețu | All   | 8 agosto 1968     | -                    |
| 1  | Henri Treial   | C     | 28 maggio 1992    | Duo                  |
| 3  | Keith Pupart   | S     | 19 marzo 1985     | Arago de Sète        |
| 4  | Ardo Kreek     | C     | 7 agosto 1986     | Paris                |
| 5  | Kert Toobal    | P     | 3 giugno 1979     | İnegöl               |
| 6  | Martti Juhkami | S     | 6 giugno 1988     | Tirol                |
| 7  | Renee Teppan   | S/O   | 26 settembre 1993 | Città di Castello    |
| 9  | Robert Täht    | S     | 15 agosto 1993    | Duo                  |
| 11 | Oliver Venno   | S/O   | 23 maggio 1990    | Tirol                |
| 13 | Andres Toobal  | P     | 27 agosto 1988    | Audentese            |
| 14 | Rait Rikberg   | L     | 30 agosto 1982    | Duo                  |
| 16 | Madis Pärtel   | L     | 1º novembre 1985  | TalTech              |
| 17 | Timo Tammemaa  | C     | 18 novembre 1991  | Pärnu                |
| 18 | Rauno Tamme    | S     | 7 aprile 1992     | Rakvere              |
| 19 | Andri Aganits  | C     | 7 settembre 1993  | Città di Castello    |

## Finlandia
| N° | Nome                | Ruolo | Data di nascita   | Nazionalità sportiva |
| -- | ------------------- | ----- | ----------------- | -------------------- |
| -  | Tuomas Sammelvuo    | All   | 16 febbraio 1976  | -                    |
| 1  | Ville Juntura       | P     | 26 marzo 1988     | Raision Loimu        |
| 2  | Eemi Tervaportti    | P     | 26 luglio 1989    | Roeselare            |
| 4  | Lauri Kerminen      | L     | 18 gennaio 1993   | Nantes               |
| 5  | Antti Siltala       | S     | 14 marzo 1984     | Enisej               |
| 6  | Niklas Seppänen     | S     | 30 giugno 1993    | Tourcoing            |
| 9  | Tommi Siirilä       | C     | 15 marzo 1988     | Kokkolan Tiikerit    |
| 10 | Urpo Sivula         | S/O   | 15 marzo 1988     | Raision Loimu        |
| 11 | Sauli Sinkkonen     | S/O   | 14 settembre 1989 | Rantaperkiön Isku    |
| 12 | Olli Kunnari        | S     | 2 febbraio 1982   | Vammalan             |
| 13 | Mikko Oivanen       | S/O   | 26 maggio 1986    | Vammalan             |
| 14 | Konstantin Shumov   | C     | 15 febbraio 1985  | Lube                 |
| 16 | Olli-Pekka Ojansivu | S/O   | 31 dicembre 1987  | Kokkolan Tiikerit    |
| 18 | Jukka Lehtonen      | C     | 22 febbraio 1982  | LEKA                 |
| 19 | Pasi Hyvärinen      | L     | 22 novembre 1987  | Kokkolan Tiikerit    |

## Francia
| N° | Nome              | Ruolo | Data di nascita  | Nazionalità sportiva |
| -- | ----------------- | ----- | ---------------- | -------------------- |
| -  | Laurent Tillie    | All   | 1º dicembre 1963 | -                    |
| 1  | Jonas Aguenier    | C     | 28 aprile 1992   | Cannes               |
| 2  | Jenia Grebennikov | L     | 13 agosto 1990   | Friedrichshafen      |
| 4  | Antonin Rouzier   | S/O   | 18 agosto 1986   | Ziraat Bankası       |
| 6  | Benjamin Toniutti | P     | 30 ottobre 1989  | Friedrichshafen      |
| 7  | Kévin Tillie      | S     | 2 novembre 1990  | Arkas                |
| 9  | Earvin N'Gapeth   | S     | 21 febbraio 1991 | Modena               |
| 10 | Kévin Le Roux     | C     | 11 maggio 1989   | Hyundai Skywalkers   |
| 11 | Julien Lyneel     | S     | 15 aprile 1990   | Montpellier          |
| 13 | Pierre Pujol      | P     | 13 luglio 1984   | Cannes               |
| 14 | Nicolas Le Goff   | C     | 15 febbraio 1992 | Montpellier          |
| 16 | Nicolas Maréchal  | S     | 4 marzo 1987     | Jastrzębski Węgiel   |
| 17 | Franck Lafitte    | C     | 8 marzo 1989     | Montpellier          |
| 20 | Nicolas Rossard   | L     | 23 maggio 1990   | Arago de Sète        |
| 21 | Mory Sidibé       | S/O   | 17 giugno 1987   | Sichuan              |

## Germania
| N° | Nome              | Ruolo | Data di nascita  | Nazionalità sportiva |
| -- | ----------------- | ----- | ---------------- | -------------------- |
| -  | Vital Heynen      | All   | 12 giugno 1969   | -                    |
| 1  | Christian Fromm   | S     | 15 agosto 1990   | Sir Safety Perugia   |
| 2  | Markus Steuerwald | L     | 7 marzo 1989     | Paris                |
| 3  | Sebastian Schwarz | S     | 2 ottobre 1985   | Trefl Gdańsk         |
| 6  | Denys Kaliberda   | S     | 24 giugno 1990   | Jastrzębski Węgiel   |
| 7  | Dirk Westphal     | S     | 31 gennaio 1986  | Czarni Radom         |
| 8  | Marcus Böhme      | C     | 25 agosto 1985   | Fenerbahçe           |
| 9  | György Grozer     | S/O   | 27 novembre 1984 | Belogor'e            |
| 10 | Jochen Schöps     | S/O   | 3 ottobre 1983   | Asseco Resovia       |
| 11 | Lukas Kampa       | P     | 29 novembre 1986 | Czarni Radom         |
| 12 | Ferdinand Tille   | L     | 8 dicembre 1988  | Skra Bełchatów       |
| 14 | Tom Strohbach     | S     | 27 maggio 1992   | Rottenburg           |
| 15 | Tim Broshog       | C     | 2 dicembre 1987  | Maaseik              |
| 17 | Jan Zimmermann    | P     | 12 febbraio 1993 | Friedrichshafen      |
| 18 | Michael Andrei    | C     | 6 agosto 1985    | Topvolley Antwerpen  |

## Italia
| N° | Nome                 | Ruolo | Data di nascita   | Nazionalità sportiva |
| -- | -------------------- | ----- | ----------------- | -------------------- |
| -  | Gianlorenzo Blengini | All   | 29 dicembre 1971  | Top Volley Latina    |
| 3  | Daniele Sottile      | P     | 17 agosto 1979    | Top Volley Latina    |
| 4  | Luca Vettori         | S/O   | 26 aprile 1991    | Modena               |
| 5  | Osmany Juantorena    | S     | 12 agosto 1985    | Halkbank             |
| 6  | Simone Giannelli     | P     | 9 agosto 1996     | Trentino             |
| 7  | Salvatore Rossini    | L     | 13 luglio 1986    | Modena               |
| 9  | Ivan Zaytsev         | S/O   | 2 ottobre 1988    | Dinamo Mosca         |
| 10 | Filippo Lanza        | S     | 3 marzo 1991      | Trentino             |
| 11 | Simone Buti          | C     | 19 settembre 1983 | Sir Safety Perugia   |
| 13 | Massimo Colaci       | L     | 21 febbraio 1985  | Trentino             |
| 14 | Matteo Piano         | C     | 24 ottobre 1990   | Modena               |
| 16 | Oleg Antonov         | S/O   | 28 luglio 1988    | Tours                |
| 18 | Giulio Sabbi         | S/O   | 10 agosto 1989    | Lube                 |
| 19 | Simone Anzani        | C     | 24 febbraio 1992  | BluVolley Verona     |
| 22 | Jacopo Massari       | S     | 2 giugno 1988     | Piacenza             |

## Paesi Bassi
| N° | Nome                    | Ruolo | Data di nascita   | Nazionalità sportiva |
| -- | ----------------------- | ----- | ----------------- | -------------------- |
| -  | Gido Vermeulen          | All   | 6 ottobre 1964    | -                    |
| 1  | Nimir Abdel-Aziz        | P     | 5 febbraio 1992   | ZAKSA                |
| 2  | Yannick van Harskamp    | P     | 2 aprile 1986     | Topvolley Antwerpen  |
| 4  | Thijs ter Horst         | S/O   | 18 settembre 1981 | BluVolley Verona     |
| 6  | Jasper Diefenbach       | C     | 17 marzo 1988     | Asse-Lennik          |
| 7  | Gijs Jorna              | L     | 30 maggio 1989    | Topvolley Antwerpen  |
| 8  | Sebastiaan van Bemmelen | C     | 18 agosto 1989    | Topvolley Antwerpen  |
| 10 | Jeroen Rauwerdink       | S     | 13 settembre 1985 | Top Volley Latina    |
| 11 | Dick Kooy               | S     | 3 dicembre 1987   | ZAKSA                |
| 12 | Kay van Dijk            | S/O   | 25 ottobre 1984   | ZAKSA                |
| 13 | Maarten van Garderen    | S     | 24 gennaio 1990   | Friedrichshafen      |
| 14 | Niels Klapwijk          | S/O   | 19 settembre 1985 | Beşiktaş             |
| 15 | Thomas Koelewijn        | C     | 18 dicembre 1988  | Arago de Sète        |
| 17 | Johannes Bontje         | C     | 12 maggio 1981    | Charlottenburg       |
| 18 | Robbert Andringa        | L     | 28 aprile 1990    | Asse-Lennik          |

## Polonia
| N° | Nome             | Ruolo | Data di nascita   | Nazionalità sportiva     |
| -- | ---------------- | ----- | ----------------- | ------------------------ |
| -  | Stéphane Antiga  | All   | 3 febbraio 1976   | -                        |
| 1  | Piotr Nowakowski | C     | 18 dicembre 1987  | Asseco Resovia           |
| 3  | Dawid Konarski   | S/O   | 31 agosto 1989    | Asseco Resovia           |
| 6  | Bartosz Kurek    | S     | 29 agosto 1988    | Lube                     |
| 7  | Karol Kłos       | C     | 8 agosto 1989     | Skra Bełchatów           |
| 9  | Mateusz Bieniek  | C     | 5 aprile 1994     | Effector Kielce          |
| 11 | Fabian Drzyzga   | P     | 3 gennaio 1990    | Asseco Resovia           |
| 12 | Grzegorz Łomacz  | P     | 1º ottobre 1987   | Cuprum Lubin             |
| 13 | Michał Kubiak    | S     | 23 febbraio 1988  | Halkbank                 |
| 15 | Piotr Gacek      | L     | 16 settembre 1978 | Trefl Gdańsk             |
| 16 | Artur Szalpuk    | S     | 20 marzo 1995     | AZS Politecnica Varsavia |
| 17 | Paweł Zatorski   | L     | 21 giugno 1990    | ZAKSA                    |
| 18 | Marcin Możdżonek | C     | 9 febbraio 1985   | Halkbank                 |
| 20 | Mateusz Mika     | S     | 21 gennaio 1991   | Trefl Gdańsk             |
| 21 | Rafał Buszek     | S     | 28 aprile 1987    | Asseco Resovia           |

## Rep. Ceca
| N° | Nome           | Ruolo | Data di nascita   | Nazionalità sportiva |
| -- | -------------- | ----- | ----------------- | -------------------- |
| -  | Zdeněk Šmejkal | All   | 24 settembre 1961 | -                    |
| 1  | Jakub Veselý   | C     | 2 settembre 1986  | Saint-Nazaire        |
| 3  | Radek Mach     | C     | 28 settembre 1984 | České Budějovice     |
| 4  | Daniel Pfeffer | L     | 27 aprile 1990    | Karlovarsko          |
| 5  | Jiří Král      | C     | 8 luglio 1981     | Beauvais             |
| 7  | Aleš Holubec   | C     | 13 marzo 1984     | Nantes               |
| 9  | Pavel Bartoš   | P     | 20 aprile 1994    | Zlín                 |
| 10 | Michal Finger  | S/O   | 2 settembre 1993  | Friedrichshafen      |
| 11 | Martin Kryštof | L     | 11 ottobre 1982   | Charlottenburg       |
| 13 | Kamil Baránek  | S     | 2 maggio 1983     | Galatasaray          |
| 14 | Adam Bartoš    | S     | 27 aprile 1992    | Tours                |
| 16 | Tomáš Fila     | S     | 12 luglio 1985    | České Budějovice     |
| 18 | Jakub Janouch  | P     | 13 giugno 1990    | Dukla Liberec        |
| 19 | Petr Michálek  | S     | 19 agosto 1989    | České Budějovice     |

## Russia
| N° | Nome              | Ruolo | Data di nascita   | Nazionalità sportiva  |
| -- | ----------------- | ----- | ----------------- | --------------------- |
| -  | Vladimir Alekno   | All   | 4 dicembre 1966   | Zenit-Kazan           |
| 1  | Aleksej Območaev  | L     | 22 maggio 1989    | Dinamo Mosca          |
| 2  | Pavel Kruglov     | S/O   | 17 settembre 1985 | Dinamo Mosca          |
| 3  | Dimitrij Kovalev  | P     | 15 marzo 1991     | Gubernija             |
| 4  | Artëm Vol'vič     | C     | 22 gennaio 1990   | Lokomotiv Novosibirsk |
| 5  | Sergej Grankin    | P     | 21 gennaio 1985   | Dinamo Mosca          |
| 6  | Evgenij Sivoželez | S     | 6 agosto 1986     | Zenit-Kazan           |
| 8  | Sergej Savin      | S     | 7 ottobre 1988    | Gubernija             |
| 11 | Il'ja Vlasov      | C     | 3 agosto 1995     | Fakel                 |
| 13 | Dmitrij Muserskij | C     | 29 ottobre 1988   | Belogor'e             |
| 14 | Viktor Poletaev   | S/O   | 27 luglio 1995    | Zenit-Kazan           |
| 15 | Dmitrij Il'inych  | S     | 31 gennaio 1987   | Belogor'e             |
| 16 | Egor Kljuka       | S     | 15 giugno 1995    | Fakel                 |
| 17 | Maksim Michajlov  | S/O   | 19 marzo 1988     | Zenit-Kazan           |
| 22 | Aleksej Verbov    | L     | 31 gennaio 1982   | Zenit-Kazan           |

## Serbia
| N° | Nome                    | Ruolo | Data di nascita  | Nazionalità sportiva |
| -- | ----------------------- | ----- | ---------------- | -------------------- |
| -  | Nikola Grbić            | All   | 6 settembre 1973 | Sir Safety Perugia   |
| 1  | Nikola Kovačević        | S     | 14 febbraio 1983 | Paris                |
| 2  | Uroš Kovačević          | S     | 6 maggio 1993    | Modena               |
| 4  | Nemanja Petrić          | S     | 28 luglio 1987   | Modena               |
| 7  | Dragan Stanković        | C     | 18 ottobre 1985  | Lube                 |
| 8  | Marko Ivović            | S     | 22 dicembre 1990 | Asseco Resovia       |
| 9  | Nikola Jovović          | P     | 13 febbraio 1992 | Milano               |
| 14 | Aleksandar Atanasijević | S/O   | 4 settembre 1991 | Sir Safety Perugia   |
| 15 | Saša Starović           | S/O   | 19 ottobre 1988  | Top Volley Latina    |
| 16 | Aleksa Brđović          | P     | 29 luglio 1993   | Skra Bełchatów       |
| 17 | Neven Majstorović       | S     | 17 marzo 1989    | Partizan             |
| 18 | Marko Podraščanin       | C     | 29 agosto 1987   | Lube                 |
| 19 | Nikola Rosić            | L     | 5 agosto 1984    | Tomis Costanza       |
| 20 | Srećko Lisinac          | C     | 17 maggio 1992   | Skra Bełchatów       |
| 22 | Aleksandar Okolić       | C     | 26 giugno 1993   | Stella Rossa         |

## Slovacchia
| N° | Nome               | Ruolo | Data di nascita   | Nazionalità sportiva |
| -- | ------------------ | ----- | ----------------- | -------------------- |
| -  | Alberto Giuliani   | All   | 25 dicembre 1964  | Lube                 |
| 2  | Tomáš Kriško       | S     | 19 dicembre 1988  | Dukla Liberec        |
| 3  | Emanuel Kohút      | C     | 21 luglio 1982    | Piacenza             |
| 5  | Matej Kubš         | L     | 26 maggio 1988    | Nitra                |
| 6  | Daniel Končál      | P     | 16 settembre 1982 | Asnières             |
| 8  | Martin Sopko       | S     | 30 gennaio 1982   | Prešov               |
| 9  | Luboš Němec        | L     | 2 marzo 1995      | Spartak Komárno      |
| 12 | Matej Pátak        | S     | 8 giugno 1990     | Beauvais             |
| 13 | Štefan Chrtianský  | S     | 14 agosto 1989    | Tirol                |
| 14 | Šimon Krajčovič    | C     | 28 giugno 1996    | Trenčín              |
| 15 | Juraj Zaťko        | P     | 5 giugno 1987     | AZS Olsztyn          |
| 16 | Peter Michalovič   | S/O   | 26 maggio 1990    | Impavida Ortona      |
| 17 | František Ogurčák  | S     | 24 aprile 1984    | AZS Olsztyn          |
| 19 | Radoslav Prešinský | C     | 14 gennaio 1989   | Nitra                |
| 20 | Peter Ondrovič     | C     | 28 marzo 1995     | Trenčín              |

## Slovenia
| N° | Nome             | Ruolo | Data di nascita   | Nazionalità sportiva |
| -- | ---------------- | ----- | ----------------- | -------------------- |
| -  | Andrea Giani     | All   | 22 aprile 1970    | BluVolley Verona     |
| 2  | Alen Pajenk      | C     | 23 aprile 1986    | Jastrzębski Węgiel   |
| 5  | Alen Šket        | S/O   | 28 marzo 1988     | Molfetta             |
| 6  | Mitja Gasparini  | S/O   | 26 giugno 1984    | BluVolley Verona     |
| 8  | Miha Plot        | L     | 11 maggio 1987    | ACH Volley           |
| 9  | Dejan Vinčić     | P     | 15 settembre 1989 | Narbonne             |
| 10 | Jan Kozamernik   | C     | 24 dicembre 1995  | ACH Volley           |
| 11 | Danijel Koncilja | C     | 4 settembre 1990  | Aich/Dob             |
| 12 | Jan Klobučar     | S     | 11 dicembre 1992  | ACH Volley           |
| 13 | Jani Kovačič     | L     | 14 giugno 1992    | Aich/Dob             |
| 14 | Jan Pokersnik    | S     | 15 dicembre 1989  | Beauvais             |
| 16 | Gregor Ropret    | P     | 1º marzo 1989     | Tirol                |
| 17 | Tine Urnaut      | S/O   | 3 settembre 1988  | Top Volley Latina    |
| 18 | Klemen Čebulj    | S     | 21 febbraio 1992  | Porto Robur Costa    |
| 20 | Uroš Pavlović    | C     | 30 marzo 1992     | Pomurje Deset        |